# 托波爾恰尼

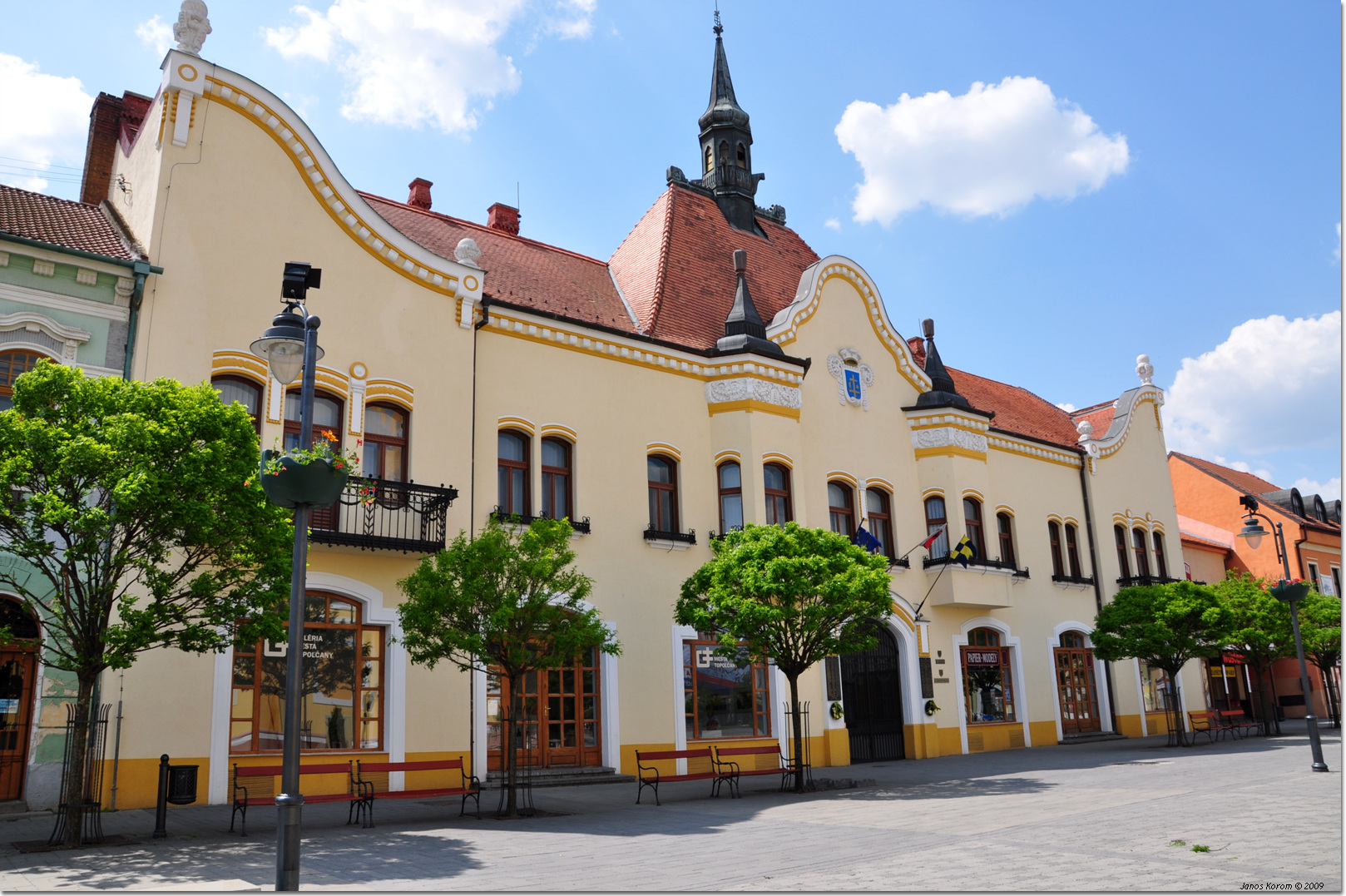

托波爾恰尼（發音：[ˈtɔpɔʎtʂani] ⓘ）是斯洛伐克西部尼特拉州的城市，始建於九世紀，面積27.58平方公里，海拔高度174米，2024年人口23,985，其中大部分居民信奉羅馬天主教。

## 友好城市
- 捷克 盧哈喬維采
- 北馬其頓 普里莱普
- 匈牙利 亞斯貝雷尼
- 波蘭 雷布尼克
- 德国 阿尔滕
- 德国 艾恩貝克
- 法國 马赞加尔布
- 斯洛伐克 赫洛霍韋茨
- 斯洛伐克 萊維采

## 外部連結
- Municipal website （页面存档备份，存于） （斯洛伐克文）
- Map of Topoľčany （页面存档备份，存于）